# Cicârlău
Cicârlău es una comuna ubicada en el distrito de Maramureș, Rumania.

## Superficie
Cuenta con una superficie de 75,00 kilómetros cuadrados.

## Demografía
Hasta 2021 la población era de 3751 habitantes, con una densidad de población de 50,01 habitantes por kilómetro cuadrado.